# Скам Италија
Скам Италија (итал. Skam Italia) је италијанска серија која је са приказивањем почела први пут 2018. Креирана је од стране Лудовика Бесегата за TIMvision под окриљем продукције Cross Production. Бави се свакодневницом ученика једне римске гимназије кроз суочавање са темама типичним за адолесценте. Део је франшизе Скама по истоименој норвешкој верзији серије из 2015.
Прве четири сезоне су доступне на TIMvision, а од 1. јануара 2020 и на Нетфликсу. Пета сезона серије почела је да се снима 14. јуна 2021. и биће премијерно приказана 24. новембра 2022.
Група пријатеља гимназије Џон Кенеди у Риму проживљавају прва животна искуства и баве се са важним и мање важним проблемима суочавајући се са темама попут: љубави и пријатељства, сексуалности, менталног здравља, зависности, насиља и злостављања, као и дискриминацијом уопште. Свака сезона прати авантуре другог лика у временском периоду од две године, па све до матуре.

### Прва сезона
Протагониста је Ева, девојка која је и окупила групу пријатељица коју чине Елеонора, Сана, Силвија и Федерика. Њену бурну везу са Ђованијем карактеришу веома комплексни догађаји и централна је тачка ове сезоне која се се завршава њиховим раскидом.

### Друга сезона
Протагониста Мартино се аутује и заљубљује у Николу који је у том тренутку у хетеросексуалној вези и пати од граничног поремећаја личности. Мартино треба такође да се суочи и са тешком ситуацијом у породици. На крају сезоне Мартино и Николо отпочињу своју везу.

### Трећа сезона
Елеонора развија буран однос са Едоардом. Живот јој је обележен готово потпуним одусуством родитеља, тако да ће открити да и Едоардо има тешку животну причу и оно што би могло да их раздвоји, напротив, дефинитивно их је спојило.

### Четрврта сезона
Сана растрзана између исламске вере која јој намеће да се уда за муслимана и љубави према Малику који више не практикује веру. На путу ка "зрелости", како школске, тако и личне, Сана проживљава унутрашњу кризу из које ће изаћи боља, напустивши љубав али не и своју веру.

## Епизоде
Прве две сезоне прате и видео клипови свакодневно објављивани на званичном веб сајту, као и неке поруке из угла протагониста.
Сајт од треће сезоне више не постоји, а видео клипови се објављују само на ТИМвисион, а поруке ликова на званичној Инстаграм страници серије.
| Сезона         | Епизоде | Година |
| -------------- | ------- | ------ |
| Прва сезона    | 11      | 2018.  |
| Друга сезона   | 10      | 2018.  |
| Трећа сезона   | 11      | 2019.  |
| Четврта сезона | 10      | 2020.  |
| Пета сезона    | 10      | 2022.  |
| Шеста сезона   | 10      | 2024.  |

### Наставак
У четвртој сезони нема видео клипова и додатног садржаја из 10 епизода које су снимане током пандемије Ковид-19.
Cross Production објавио је да ће наставити са снимањем петe сезонe. Режисер је изјавио да су у преговорима са NRK продукцијом оригиналне серије, Скам Норвешка, око давања права. Нетфликс је од 14. јуна 2021 званично преузео продукцију пете сезоне, предвиђене за 2022.

## Протагонисти кроз четири сезоне
- Ева Бриги (протагониста прве сезоне) чију улогу тумачи Лудовика Мартино[6]

Ева је ученица римске гимназије Џон Кенеди. Стидљива је и помало несигурна и њени једини пријатељи су момак Ђовани и најбољи пријатељ и једног и другог, Мартино. Током прве сезоне Ева прелази тежак сачињен од љубоморе, сумњи, несигурности и гриже савести, али открива и право пријатељство, оличено у групи коју ствара са Елеонором, Силвијом, Федериком и Саном. Искуства ће је учинити зрелијом у доношењу великих одлука вжних за њен лични раст. На крају сезоне Ева одлучује да раскине везу са Ђованијем, да би касније ушла у здравију и стабилнију везу са Федериком Канегалом са којим ће бити кроз наредне три сезоне. Међутим, након две године, на крају четврте сезоне се враћа Ђованију.
- Мартино Рамета (прва сезона, протагониста друге сезоне) тумачи Федерико Чезари[7]

Мартино је веома дружељубив и ведар младић као и његови пријатељи Ђовани, Лука, Елија и Лукино. Иза живахног и раздраганог лица крије страх да ће његова сексуалност бити откривенаː не показује заправо никакав интерес за девојке и потајно је заљубљен у Ђованија што у почетку покушава да сакрије претварајући се да му се допада најбоља другарица Ева. Током друге сезоне његов живот биће обележен тешкоћама да прихвати себе, патњом због сложене породичне ситуације, али и сусретом са Николом, момком мало старијим од њега који ће му открити вредност и важност љубави без обзира на проблеме са којима ће се заједно суочити и на тај начин и заљубити. Међутим, у четвртој сезони преовладаће љубомора и јак нагон да заштите један другог што ће до краја сезоне ојачати њихову везу.
- Елеонора Сава (протагониста треће сезоне и прве сезоне) тумачи је Бенедета Гаргари[8]

Лепа и промоћурна, Елеонора је члан скупине пријатељица коју чине Ева, Силвија, Сана и Федерика и велика им је подршка, увек спремна да буде ослонац. Када је прешла у Кенеди из једне друге гимназије на полугодишту трећег разреда, деловала је као девојка која је сигурна у себе, интелигентна и врло зрела. Приватно је у реалности веома крхка, повучена и затворена особа, највише због искустава кроз која је прошла: заправо живи готово сама заједно са старијим братом Филипом. Због скоро потпуног одсуства родитеља и прошлости у старој школи тешко стиче поверење у људе. На почетку серије када стаје у одбрану Силвије, упознаје Едоарда, најпопуларнијег момка у гимназији, који је тада показао велико интересовање за Елеонору. Упркос томе што се приказује потпуно незаинтресованом за његове непрестане покушаје да је освоји, Елеонору он заправо привлачи и у покушају да сакрије своја осећања, заљубљује се у њега. Отпочињу, на почетку, тајну везу током треће сезоне. Дешавају јој се неке тешке ситуације, попут сексуалног злостављања од стране Едоардовог брата Андреје. Елеонора одлучује да са Едоардом оде у САД где ће завршити последњи разред гимназије. На крају четврте сезоне ће се заједно са њим вратити у Рим.
- Сана Алагви (прва сезона, протагониста четврте сезоне) тумачи је Беатриче Бруски[9]

Директна, искрена и без длаке на језику, Сана је девојка италијанско-тунижанског порекла и такође је члан скупине пет пријатељица и чини "мозак" групе. Муслиманка је (због овога често осуђивана, исмевана и дискриминисана) и веру доживљава веома озбиљно због чега се и не забавља на начин на који то раде њени вршњаци. Врло је интелигентна, иронична, посебно хладна, помало цинична, можда и груба и недоступна, али се иза тога крије њена нежна страна која је чини одличном пријатељицом способном да даје драгоцене савете. У четвртој сезони заљубљује се у Малика, најбољег пријатеља њеног брата Рамија. Међутим, пошто открије да је Малик престао да практикује Ислам, покушаће на све начине да сузбије осећања која гаји према њему, али без успеха. За то време суочиће се са периодом огромне фрустрације. Пошто се осећа апсолутно несхавћеном од друштва и својих пријатеља, почеће да чини неке неочекиване потезе. Удаљава се од својих пријатељица, посебно од Еве, са којом се и озбиљно посвађала, али захваљујући Мартину и Николи успеће да поново стекне самопоуздање и поверење у пријатељице, са којима ће изгладити односе на крају сезоне. Након што је отворено разговарала са Маликом, схватила је да су осећања узајамна и улази у везу са њим.

## Награде
- Diversity Media Awards 2019 - Најбоља италијанска тв-серија - СКАМ Италија 2
- Golden Couch Award 2019 - Најбоља тв-серија године - СКАМ Италија 2[10]
- Diversity Media Awards 2021 - Најбоља италијанска тв-серија - СКАМ Италија 4